# Unis-Cité
Unis-Cité est une association française qui propose aux jeunes un engagement solidaire d'au moins six mois à temps plein. Créée en 1995, elle est à l'origine du service civique.

## Histoire
En 1994, Lisbeth Shepherd, Américaine de 23 ans diplômée de Yale, rencontre Marie Trellu-Kane, Julie Chenot et Anne-Claire Pache, toutes les trois terminant leurs études à l'ESSEC. Ensemble, elles envisagent de développer le concept de service civil (ou civique), tel que créé en 1988 aux États-Unis par l'association City Year (en). En 1993, cette association avait servi de modèle au président Bill Clinton pour lancer le programme fédéral AmeriCorps, service civique américain et élément phare de son programme en faveur de la jeunesse.
Courant 1994, les statuts d'Unis-Cité, association à but non lucratif loi de 1901 sont déposés en préfecture. L'association démarre véritablement son action en 1995, en Île-de-France en recrutant ses 24 premiers jeunes volontaires pour une période de neuf mois. 
Entre 1995 et 2005, Unis-Cité, soutenue par des entreprises et des collectivités territoriales, mais sans financement régulier de l'État, agit sur deux fronts : mise au point et mise en œuvre de son modèle de service civique des jeunes, et diffusion de l'idée de service civique auprès des responsables français - notamment monde politique et entreprises -, ainsi que du grand public. 
En 2005, le président de la République Jacques Chirac lance le Service civil volontaire (SCV), à la suite des émeutes de 2005 dans les banlieues françaises. Ce premier pas dans la reconnaissance publique du dispositif donne un statut légal aux jeunes volontaires et une couverture sociale, il apporte aussi des financements pour les opérateurs du SCV. Comme d'autres organismes, Unis-Cité travaille avec les services de l'État pour une mise en œuvre effective. Mais, faute de financements suffisants de l'État, le SCV plafonnera rapidement à 2 500 jeunes engagés, bien loin des 50 000 annoncés par le chef de l'État.
En 2009, le président Nicolas Sarkozy décide de faire un « vrai service civique » et confie la tâche à Martin Hirsch, nommé Haut commissaire aux solidarités actives contre la pauvreté. Le texte de loi est adopté par le Parlement le 9 mars 2010 à la quasi-unanimité. Il améliore et renforce le texte de 2005, notamment en termes d'allègement de la gestion administrative des volontaires ; il prévoit également des financements permettant, dès la première année, de mobiliser effectivement 10 000 jeunes, et de définir un calendrier de montée en puissance. Au cours de cette période, Unis-Cité passe de 180 jeunes annuellement accueillis dans dix villes en France à 1 300 jeunes dans trente villes. Entre 2011 et 2014, le nombre de jeunes en service chaque année passe à 35 000 et à 1 850 à Unis-Cité.
Début 2015, le président François Hollande, qui depuis son élection a déjà pris des mesures pour que le service civique poursuive son développement, annonce après les attentats de janvier contre Charlie Hebdo et le magasin Hyper Cacher sa volonté de le rendre « universel », c'est-à-dire accessible à tous les jeunes qui désirent s'y engager, comme demandé par Unis-Cité depuis vingt ans. Le chef de l'État précise, lors de l'anniversaire des vingt ans d'Unis-Cité, que ce service ne sera pas obligatoire, mais que « ce qui sera obligatoire, c'est que l'État fournisse un service civique à tous ceux qui le veulent ». L'objectif est alors d'atteindre les 250 000 volontaires en 2016,,.

## Missions de service civique
Unis-Cité mobilise les jeunes pour deux types de missions de Service civique :  
- Des missions d'envergure nationale répondant à de grandes causes sociétales,
- Des projets locaux répondant à des besoins sociaux prioritaires[7],[8],[9].

## Mesure de l'impact
Depuis 2006, Unis-Cité collabore avec la sociologue Valérie Becquet, professeur des universités à l'université de Cergy-Pontoise, la chaire Entrepreneuriat social de l'ESSEC et l'EHESP de Rennes, pour réaliser une enquête annuelle auprès de ses volontaires. Trois questionnaires sont soumis aux jeunes, à remplir au début et à la fin de leur service civique ainsi que six mois après. L'objectif est de connaître les raisons de leur engagement, leur évolution pendant leur service et leur parcours ultérieur.
Synthèse de ces enquêtes : 
- 93 % se disent très (62 %) ou assez (31 %) satisfaits de leur service,
- 89 % pensent que le Service civique a eu un effet positif ou plutôt positif sur eux,
- 49 % estiment avoir acquis de la maturité personnelle,
- 81 % disent avoir développé leurs capacités d'adaptation.

À la fin de leur service, 82 % des volontaires déclarent avoir une idée plus nette de leur projet professionnel, dont 72 % considèrent que c'est grâce au service civique.
Enfin, entre quatre et huit ans après leur service (enquête menée fin 2014), 60 % ont un emploi, 36 % sont en formation et 14 % sont à la recherche d'un emploi.